# Мачинское сражение
Мачинское сражение — последнее крупное сражение Русско-турецкой войны 1787—1791, произошло 28 июня (9 июля) 1791 год в районе города Мэчин, на правом берегу реки Дунай.

## История
В начале кампании 1791 года русские войска получили задачу развернуть боевые действия за Дунаем. Стремясь не допустить перехода русских войск за Дунай, турецкое командование сосредоточило в районе Мачина крупные силы (80 000 человек), возглавлявшиеся великим визирем Юсуф-пашой, с тем чтобы самим перейти в наступление.
Командовавший в то время русской армией генерал Н. В. Репнин решил упредить турок и нанести удар по мачинской группировке (30 000 человек), находившейся в укреплённом лагере у Мачина. Для этого русские войска в составе трёх корпусов (30 тысяч человек и 78 орудий) 23 июня (4 июля) — 26 июня (7 июля) переправились через Дунай у Галаца.
Задача правофлангового корпуса состояла в демонстративных действиях перед фронтом противника; на левофланговый корпус М. И. Кутузова возлагалась задача нанести главный удар по правому флангу противника. Корпус, действовавший в центре, должен был обеспечивать фланг корпуса Кутузова. Для обеспечения тыла со стороны Браилова (Брэила) Репнин использовал Дунайскую флотилию под командованием генерал-майора О. М. Де-Рибаса.
Совершив 32-вёрстный ночной марш четырьмя колоннами, русские войска на рассвете 9 июля развернулись и начали наступление в соответствии с планом. Турецкие войска, обнаружив русские корпуса у своего лагеря, предприняли отчаянные попытки задержать их продвижение и ударами с фронта и тыла разгромить корпуса поодиночке. Однако все контратаки турецких войск были отбиты.
Правофланговый корпус овладел укреплениями у города, центральный занял турецкий укреплённый лагерь, а корпус Кутузова своей кавалерией нанёс решающий удар по правому флангу противника, после чего турецкие войска начали беспорядочное отступление на Гирсово, где за озером Мачин находился другой турецкий укреплённый лагерь, к которому подходили остальные войска великого визиря. Кутузов организовал преследование и овладел вторым турецким укреплённым лагерем. Бежавшие в панике турецкие войска увлекли за собой и те силы, которые шли к ним на помощь. Ожесточённое сражение длилось шесть часов.
В ходе Мачинского сражения дунайская флотилия атаковала турецкую и уничтожила шесть кораблей противника. Русские войска одержали полную победу. Турки потеряли до 4000 человек убитыми и 35 орудий, русские — не более 600 человек убитыми и ранеными. Поражение турецких войск при Мачине, а также разгром турецкого флота при Калиакрии 31 июля (11 августа) 1791 года Ф. Ф. Ушаковым ускорили окончание русско-турецкой войны и заключение выгодного для России Ясского мирного договора.